# Reprezentacja Jugosławii w piłce siatkowej kobiet
Reprezentacja Jugosławii w piłce siatkowej kobiet – narodowa reprezentacja tego kraju, która reprezentowała go na arenie międzynarodowej, poprzednik Serbii i Czarnogóry.
Największym sukcesem reprezentantek Jugosławii było wywalczenie 3. miejsca Mistrzostw Europy na turnieju w 1951 roku.

## Udział i miejsca w imprezach

### Mistrzostwa Europy
| Rok  | Kraj           | Miejsce      |
| ---- | -------------- | ------------ |
| 1949 | Czechosłowacja | brak udziału |
| 1950 | Bułgaria       | brak udziału |
| 1951 | Francja        | 3. miejsce   |
| 1955 | Rumunia        | brak udziału |
| 1958 | Czechosłowacja | 7. miejsce   |
| 1963 | Rumunia        | 8. miejsce   |
| 1967 | Turcja         | brak udziału |
| 1971 | Włochy         | 14. miejsce  |
| 1975 | Jugosławia     | 8. miejsce   |
| 1977 | Finlandia      | 9. miejsce   |
| 1979 | Francja        | 10. miejsce  |
| 1981 | Bułgaria       | 11. miejsce  |
| 1983 | NRD            | brak udziału |
| 1985 | Holandia       | brak udziału |
| 1987 | Belgia         | brak udziału |
| 1989 | Niemcy         | 8. miejsce   |